# Conferenza di Brazzaville
La conferenza di Brazzaville è stato un incontro tra i maggiori leader della Francia libera tenutosi nel gennaio del 1944 a Brazzaville, ai tempi capitale dell'Africa Equatoriale Francese, durante la Seconda guerra mondiale
Alla fine di questa conferenza, la proposta fatta da Félix Éboué per una politica di assimilazione a favore delle colonie fu particolarmente accettata e venne decisa l'abolizione del codice dell'indigénat, sebbene il generale de Gaulle ricordi che il legame tra la Francia e le sue colonie è "definitivo" e che la dichiarazione finale della conferenza non prevede una forma di autogoverno al di fuori del blocco francese.

## Contesto

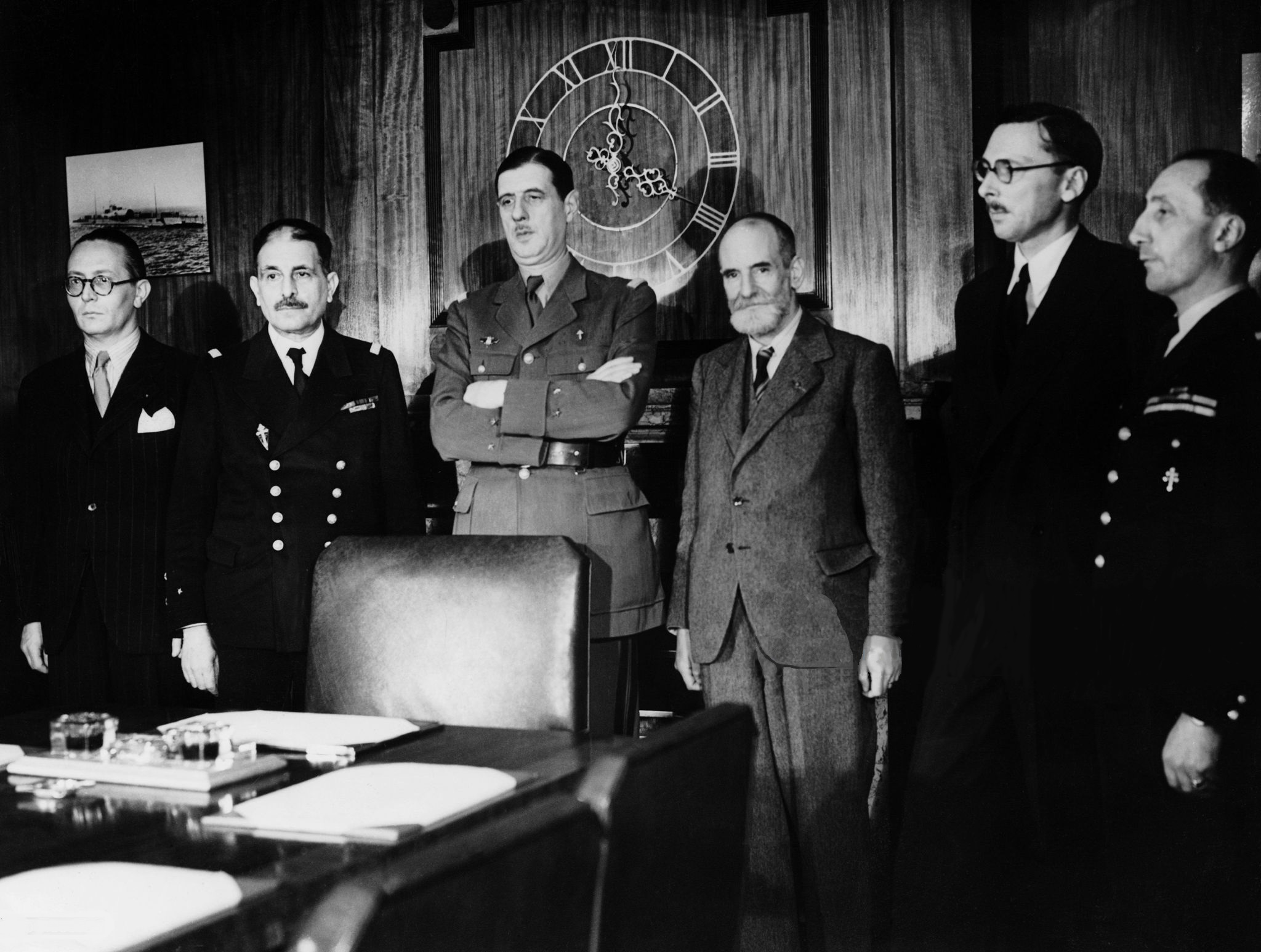
Comitato francese di Liberazione Nazionale. Nella foto sono presenti il generale de Gaulle (terzo da sinistra) e René Pleven (secondo da destra)

Durante il conflitto, l'impero coloniale francese ebbe un ruolo essenziale grazie al suo progressivo cambiamento di fronte. 
Inizialmente la maggior parte delle colonie francesi, dopo la campagna di Francia, rimase fedele al governo di Vichy e lo stesso fece la gran parte delle forze armate, queste ultime fortemente limitate nei movimenti dalle clausole dell'armistizio di Compiègne. A seguito della campagna dell'Africa occidentale nel 1940 e dell'operazione Torch nel 1942, l'intero impero coloniale africano venne riunito a beneficio delle forze alleate.
Per il ruolo strategico e territoriale delle colonie, il Comitato francese di Liberazione nazionale iniziò a ridefinire il futuro delle colonie. La guerra creò molte difficoltà alla popolazione locale causando perciò la nascita di aspirazioni nazionalistiche via via crescenti e vedendo anche tensioni tra le comunità nell'Africa Francese del Nord, specialmente in Algeria e Tunisia, mentre in Madagascar si vide un indebolimento dell'autorità francese dopo i mesi di occupazione da parte del Regno Unito in seguito alla battaglia del Madagascar. In aggiunta, uno dei sostenitori della Francia Libera erano quegli Stati Uniti d'America che si opponevano alle politiche di colonialismo.
René Pleven, commissario per le colonie nel Comitato francese di Liberazione nazionale (CFLN), volendo evitare l'arbitrato internazionale per la decisione del futuro delle colonie francesi, ritenne necessario dunque organizzare un'apposita conferenza a Brazzaville.

## La conferenza

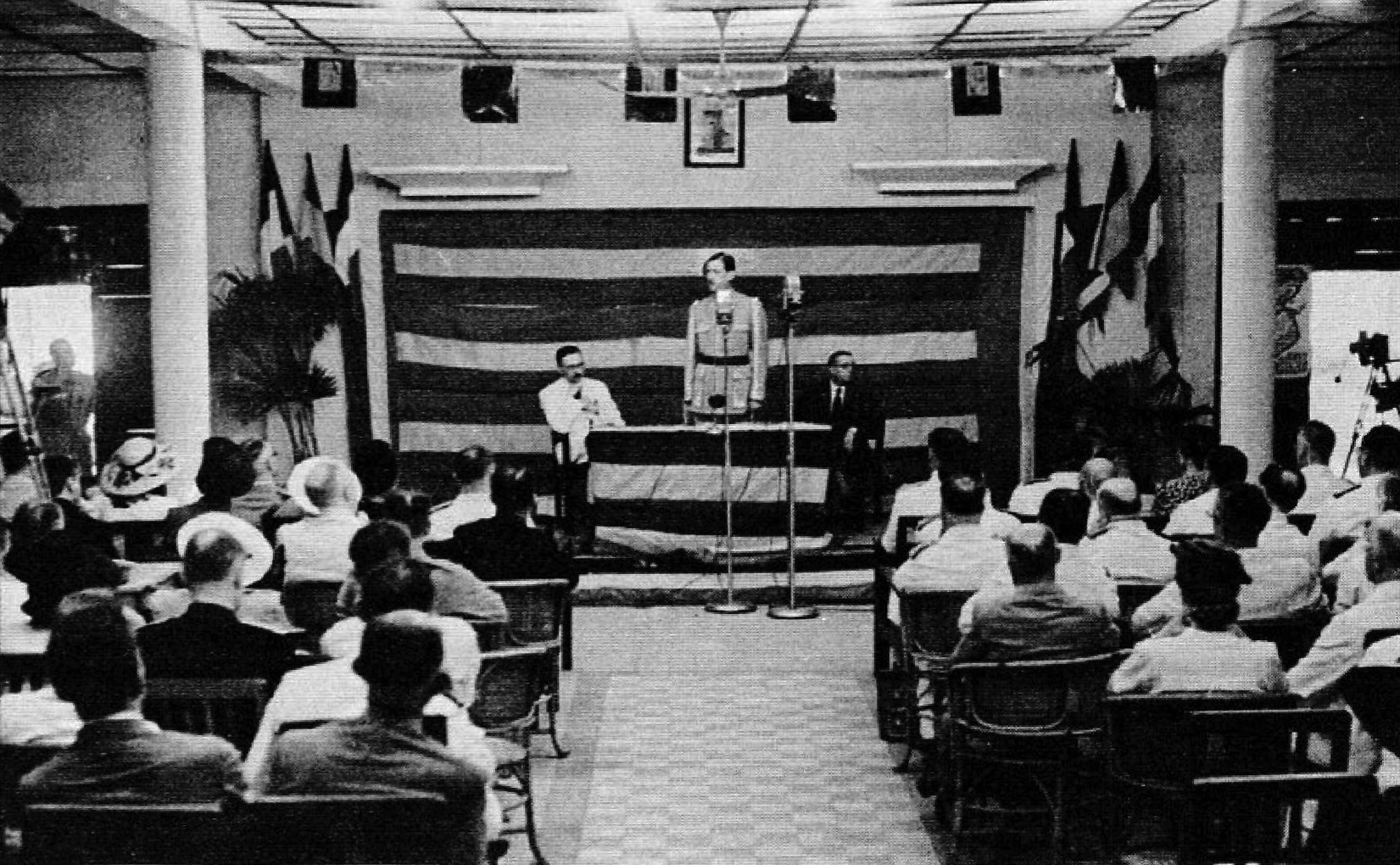
Charles de Gaulle durante il discorso di apertura della Conferenza

De Gaulle credeva che la sopravvivenza della Francia libera dipendesse dal supporto delle sue colonie ed era quindi pronto a provvedere numerose concessioni, tra le quali la fine del lavoro forzato.
Inizialmente il CFLN prevedeva di riunire i governatori di tutti i territori liberi francesi, ma dovette rinunciare a causa delle difficoltà di comunicazione legate alla guerra. La conferenza riunì così i rappresentanti amministrativi dei territori francesi dell'Africa, ovvero 21 governatori, 9 membri dell'Assemblea consultiva e sei osservatori inviati dal governo generale dell'Algeria e dalle residenze generali della Tunisia e del Marocco.
Nel suo discorso di apertura, de Gaulle affermò la necessità di impegnare le colonie "sulla strada dei nuovi tempi" e sembrò anche porre le basi dell'Unione francese del 1946 . De Gaulle ha dichiarato:
(Charles de Gaulle)
Viene formata una serie di proposte riguardanti l'organizzazione politica e le questioni sociali, economiche e amministrative. I partecipanti prevedono notevoli trasformazioni: si decide di aprire sempre più posti di lavoro ai nativi, riservando per il momento i ruoli dirigenziali ai cittadini francesi; viene proposta la parità di retribuzione per la pari competenza tra europei e nativi e la nozione di libertà di matrimonio per promuovere la libertà delle donne. Lo sviluppo dell'istruzione, la fine del lavoro forzato e la creazione di un adeguato sistema di assistenza sociale sono tra le proposte sociali più importanti. A livello economico, viene sottolineata la necessità di incoraggiare l'industrializzazione dei territori coloniali. In campo amministrativo sono previste varie misure di riorganizzazione che comunque non prevedono di limitare il potere dei leader delle colonie, la cui estensione è al contrario proposta.
A livello politico, la conferenza è molto più conservatrice nei confronti dell'organizzazione politica dell'Impero francese: se compaiono i termini "Federazione francese" , "personalità politica" o "responsabilità politica" , il loro significato rimane ambiguo. Il testo finale, redatto secondo i desideri del generale de Gaulle, tuttavia, rifiuta l'idea di emancipazione delle colonie respingendo, ancor prima di specificare le sue raccomandazioni, "qualsiasi idea di autonomia, ogni possibilità di evoluzione al di fuori del blocco francese". "Le colonie godono di grande libertà amministrativa ed economica. Vogliamo anche che i popoli coloniali sperimentino questa libertà da soli e che le loro responsabilità vengano gradualmente formate ed elevate in modo da essere associate alla gestione degli affari pubblici del loro paese". È inoltre auspicata la creazione di un nuovo organo, un'assemblea federale che, nel rispetto della libertà locale dei territori, "affermerà e garantirà l'unità politica indistruttibile del mondo francese".

## Risultati e decisioni
La dichiarazione di Brazzaville ha stabilito i seguenti punti:
1. L'Impero francese sarebbe rimasto unito
2. Assemblee semi-autonome sarebbero state costituite in ogni colonia
3. I cittadini delle colonie francesi avrebbero ottenuto gli stessi diritti dei cittadini francesi
4. I cittadini delle colonie francesi avrebbero ottenuto il diritto di voto per il parlamento francese
5. La popolazione indigena sarebbe stata impiegata in posizioni di servizio pubblico all'interno delle colonie
6. Promulgazione di riforme economiche volte a diminuire lo sfruttamento delle colonie

Charles de Gaulle ha inoltre rimarcato il respingimento della completa indipendenza.
(Charles de Gaulle)

## Considerazioni
La Conferenza di Brazzaville è ancora ritenuta come un punto di svolta per la Francia e il suo impero coloniale. Sebbene molti storici la considerino un primo passo verso la decolonizzazione, questa visione non è condivisa da tutti. Il saggista Pierre Montagnon, ad esempio, la considera una "falsa partenza" di essa. Per lo storico Xavier Yacono la conferenza, pur sostenendo vere riforme, è ancora in un contesto in cui la decolonizzazione rimane "impensabile" e dove "l'ideale è rimasto sempre che un africano francese sia diventato un africano francese". Per lo storico Camille Lefebvre "promette agli abitanti dell'Impero un progresso economico, sociale e politico senza che sia stata decisa alcuna misura concreta".